# Esphalmenus basidentatus
Esphalmenus basidentatus – gatunek skorka z rodziny Pygidicranidae i podrodziny Esphalmeninae.
Gatunek ten opisany został w 1984 roku przez Alana Brindle’a na podstawie 16 okazów, odłowionych w 1979 roku w La Hoya.
Skorek o ciele długości od 13 do 15 mm. Głowę ma poprzeczną, niepunktowaną, wraz z czułkami ubarwioną brązowo lub ciemnobrązowo. Barwa tułowia i odwłoka jest czarniawa. Silnie poprzeczne, ku tyłowi rozszerzone przedplecze ma niepunktowaną powierzchnię i trochę falistą krawędź tylną. Odnóża są ciemnobrązowe z jaśniejszymi goleniami i stopami. U samca punktowanie na tergitach przedniej części odwłoka jest delikatne, na tych w tylnej silne i prawie pomarszczone. Wrzecionowaty odwłok samicy jest słabiej punktowany. U samca tylny brzeg przedostatniego sternitu odwłoka jest zaokrąglony. Trójkątne pygidium samicy odznacza się zaokrąglonym wierzchołkiem. Przysadki odwłokowe (szczypce) samca mają od 3 do 3,5 mm długości i łukowate ramiona o częściach nasadowych rozszerzonych i zwieńczonych ząbkiem. U samicy długość szczypiec osiąga od 2,5 do 3 mm, a kształt ich ramion jest falisty. Genitalia samca są podobne do tych u E. lativentris, z wyjątkiem paramer o wewnętrznym wierzchołku trójkątnym i prostym.
Owad neotropikalny, endemiczny dla Argentyny, znany tylko z prowincji Chubut, z wysokości 800–1350 m n.p.m.